# Camilo Machado de Miranda
Camilo Machado de Miranda (Abadia dos Dourados, 7 de outubro de 1932 - 15 de julho de 1995) foi um Professor, advogado e político brasileiro do estado de Minas Gerais.

Foi Prefeito da cidade de Monte Carmelo (1973-1977), deputado Estadual e deputado Federal pelo estado de Minas Gerais

## Biografia
Nascido em Abadia dos Dourados, onde iniciou os seus estudos. Cursou o ginásio em Araguari e o clássico na cidade de Belo Horizonte, na qual, em seguida, se graduou Bacharel em Direito pela Pontifícia Universidade Católica de Minas Gerais no ano de 1958, sendo na ocasião eleito o orador da turma. Nos tempos de faculdade, já manifestando a sua vocação política, foi a ele confiada, sucessivamente, a função de representante da Universidade nos Congressos Universitários.

Graduado, mudou-se para Monte Carmelo, onde militou como advogado e professor de história concursado na Escola Estadual Dr. Gregoriano Canedo. Casou-se no dia 25 de julho de 1959 com Leda Costa Machado, com a qual teve três filhos, Jaci Costa Machado de Miranda, Gláucia Machado Costa Porto e Camilo Machado de Miranda Filho.

## Carreira política
Exerceu seu primeiro mandato eletivo como Prefeito da cidade de Monte Carmelo no período de (1973 a 1977).

Mais tarde, foi eleito Deputado Estadual cargo que exerceu por três lesgislaturas seguidas entre os anos de 1979/1991 da 9ª à 11ª legislatura

.

Com atuação destacada, liderou a bancada do PDS (Partido Democrático Social), na Assembléia Legislativa de Minas Gerais, no ano de 1984. Foi Membro Efetivo das Comissões de Redação (1981/1982); Serviço Público (1979/1980); Defesa Social (1989/1990) e de Segurança (1987/1988 e 1989/1990), tendo sido o Vice-Presidente desta no período de 1987/1988. Foi também Suplente das Comissões de Educação e Cultura (1979/1980 e 1981/1982); do Turismo, Patrimônio Histórico e Artístico (1979/1980); e da Proteção e Defesa do Consumidor (1985/1986).
Membro Efetivo por 12 (doze) anos da Comissão de Agropecuária e Política Rural (1979/1991), sendo que destes a presidiu por 08 (oito) anos (1981/1982, 1983/1984, 1987/1988 e 1989/1990), foi o principal responsável pela elaboração de um plano integrado para o setor.
Ainda como Deputado Estadual, foi eleito o Presidente da Comissão Constitucional que elaborou o Projeto da Constituição do Estado de Minas Gerais de 1989. 

No Ano de 1991 foi eleito Deputado Federal mandato compreendido entre 1991/1995. Integrou várias Comissões Técnicas, dentre as quais foi Titular da Comissão de Trabalho, Administração e Serviço Público (1991); Suplente da Comissão de Viação e Transporte (1991); Titular da Comissão de Viação e Transporte em 02 (duas) oportunidades, (1993 e 1994); Titular da Comissão de Desenvolvimento Urbano e Interior (1991); Titular da Comissão de Educação, Cultura e Desporto (1992); e Suplente da Comissão de Agricultura e Política Rural em três oportunidades (1992; 1993 e 1994).

## Falecimento
Faleceu no dia 15 de julho de 1995, com apenas 63 (sessenta e três) anos, interrompendo prematuramente a sua brilhante trajetória política, através da qual, com dignidade e empenho, lutou incansavelmente pelos interesses do povo mineiro.

## Honrarias e homenagens
Pela destacada atuação na vida política como parlamentar, recebeu inúmeras condecorações, dentre as quais a Medalha de Honra da Inconfidência por Méritos Cívicos, em 21 de abril de 1983; a Medalha Santos Dumont, no dia 23 de outubro de 1983; e a Medalha da Ordem do Mérito Legislativo de Minas Gerais, em  30 de novembro de 1987. 

No dia 07 de outubro de 2011 foi publicada no Diário Oficial do Estado de Minas Gerais, a Lei Estadual nº. 19.709 de 06 de outubro de 2011, a qual denomina “Deputado Camilo Machado” o trecho da Rodovia MG-190, que liga o entroncamento da BR-352, no Município de Abadia dos Dourados/ MG, cujo trecho passa pela cidade de Monte Carmelo/ MG e vai até o entroncamento da BR-365, no Município de Romaria/MG. Rodovia esta que teve a sua árdua luta e o principal responsável pela aprovação do Projeto de Lei que liberou a verba para a sua pavimentação asfáltica.